# Warken (Luxembourg)
Pour les articles homonymes, voir Warken.
Warken (en luxembourgeois : Waarken ) est une section de la commune luxembourgeoise d'Ettelbruck située dans le canton de Diekirch.